# 54-я кавалерийская дивизия
54-я кавалерийская дивизия — воинское соединение Вооружённых Сил СССР во Второй мировой войне

## История дивизии
Формирование дивизии начато в Орловском военном округе в Лисках с 6 июля 1941 года по урезанным штатам по директиве Генерального штаба № 96. По директиве в составе дивизии должно было находиться 2931 человек и 3133 лошади. Эти новые формирования называли «лёгкими дивизиями».
В составе действующей армии во время Великой Отечественной войны с 25 июля 1941 года по 18 июня 1942 года.
С 25 июля 1941 года дивизия железной дорогой перебрасывается на Северо-Западный фронт в распоряжение 34-й армии с выгрузкой на станции Сигово с задачей сосредоточения в районе Демянска. Позднее, 3 августа 1941 года дивизия передана в распоряжение 27-й армии, была выдвинута из района Осташкова вперёд на прикрытие межозёрных дефиле западнее Осташкова. Наступает на район Холма с 9 августа 1941 года, так, на 11 августа 1941 года продвигается к Осцы, Барабановка на левом фланге 27-й армии, прикрываемая слева 42-м танковым полком, 12 августа 1941 года заняла Силагино, Борки, продвигается вместе с 937-м стрелковым полком 256-й стрелковой дивизии в направлении Сопки, Потапалово, Малашево. В сентябре 1941 года в связи с ударом немецким войск отступает, на 2 сентября 1941 года находится в Никулино, Дегтярки.
До 22 октября 1941 года находится во фронтовом резерве. 22 октября 1941 года сосредоточилась в районе Васильевское, Станишино, Тредубье, вступила совместно с 46-й кавалерийской дивизией в бой с 6-й пехотной дивизией, которая незадолго до этого форсировала Волгу на участке Улитино — Лаптево, была оттеснена на участок обороны Пестово — Ивачево — Коленицы, на 23 октября 1941 года его удерживает, затем оторвалась от противника и отошла за реку Тьма на участке Новое Стренево.
С 8 ноября 1941 года с приданными 9 танками 8-й танковой бригады выдвигается для предотвращения возможного прорыва врага из Селижарово на Кувшиново и к 12 ноября 1941 года, ведя бои вместе с частями 22-й армии, стабилизировала положение на линии Никулино, Горицы, Казаково, однако плацдарм на Волге у Селижарово остался в руках противника.
К 9 декабря 1941 года вошла в состав 31-й армии и сосредоточилась в Прибыткове. C 10 декабря 1941 года, когда 119-я стрелковая дивизия смогла прорвать оборону противника в районе Игнатово, вошла в прорыв в тыл противника, но была отброшена восточнее Игнатово. После взятия Марьино вместе со 119-й, 250-й и 247-й составили костяк ударной группы, начавшей наступление на Калинин. К 14 декабря 1941 года дивизия вместе с приданным 6-м отдельным лыжным батальоном сумела с юго-востока обойти Калинин, выйти в район Курово и перерезать Волоколамское и Тургиновское шоссе. После взятия Калинина дивизия продолжает наступление в общем направлении на Старицу, в течение 22-24 декабря 1941 года преследует противника, пытаясь прорвать оборону арьергардов и выйти в тыл, однако сделать этого не сумела.
Только 27 декабря 1941 года, когда 250-я стрелковая дивизия прорвала вражескую оборону севернее Чухино, вновь введена в прорыв с 922-м стрелковым полком из состава стрелковой дивизии, вышла в район Смагино, и, громя тылы и штабы, двинулась на Коконягино и Черново. Однако дивизия была оттеснена в Смагино, Черново, отрезана от сил армии. Дивизии вместе с приданным полком пришлось занять круговую оборону и вести её до подхода основных сил 30 декабря 1941 года. С 1 января 1942 года дивизия ведёт бои с отходящими частями 6-й пехотной дивизии с задачей выдвинуться в район Ченцово, Немцово с целью перерезать пути отступления немецких войск.
К 8 января 1942 года переброшена из района Старицы в район северо-западнее Ржева, там вошла в состав ударной группы полковника Соколова и введена в прорыв в направлении на Сычёвку в 8 километрах северо-западнее Ржева. Юго-западнее Ржева попала в окружение войск 39-й армии, ведёт бои в окружении до лета 1942 года, была фактически разгромлена.
Приказом Ставки ВГК № 0043 от 3 марта 1942 года дивизия только 18 июня 1942 года (очевидно поскольку оставалась в окружении) была расформирована, как имеющая большой некомплект; оставшийся личный состав обращён на укомплектование 11-го кавалерийского корпуса.

## Подчинение
| Дата                  | Фронт (округ)         | Армия      | Корпус (группа) | Примечания                                                                                           |
| --------------------- | --------------------- | ---------- | --------------- | --- |
| 01 августа 1941 года  | Резервный фронт       | 34-я армия | -               | - |
| 01 сентября 1941 года | Северо-Западный фронт | -          | -               | - |
| 01 октября 1941 года  | Северо-Западный фронт | -          | -               | - |
| 01 ноября 1941 года   | Калининский фронт     | -          | -               | в справочнике Боевого Состава Советской армии числится за Северо-Западным фронтом, однако это ошибка |
| 01 декабря 1941 года  | Калининский фронт     | -          | -               | - |
| 01 января 1942 года   | Калининский фронт     | 31-я армия | -               | - |
| 01 февраля 1942 года  | Калининский фронт     | 39-я армия | -               | - |
| 01 марта 1942 года    | Калининский фронт     | 39-я армия | -               | - |
| 01 апреля 1942 года   | Калининский фронт     | 39-я армия | -               | - |
| 01 мая 1942 года      | Калининский фронт     | 39-я армия | -               | - |
| 01 июня 1942 года     | Калининский фронт     | -          | -               | - |

## Состав
- 83-й кавалерийский полк
- 89-й кавалерийский полк
- 119-й кавалерийский полк
- 58-й конно-артиллерийский дивизион
- 58-й артиллерийский парк
- 40-й отдельный полуэскадрон связи
- 27-й медико-санитарный эскадрон
- 54-й отдельный эскадрон химической защиты
- 38-й продовольственный транспорт
- 227-й дивизионный ветеринарный лазарет
- 417-я полевая почтовая станция
- 985-я полевая касса Госбанка

## Командиры
- Вальц, Юрий Владимирович, полковник, с 08.07.1941 по 30.09.1941
- Есаулов, Иван Спиридонович, полковник, с 01.10.1941 по 20.12.1941
- Сабуров, Иван Дмитриевич, подполковник, с 01.10.1941 по 20.12.1941[2]